# Stefaan van Doornik

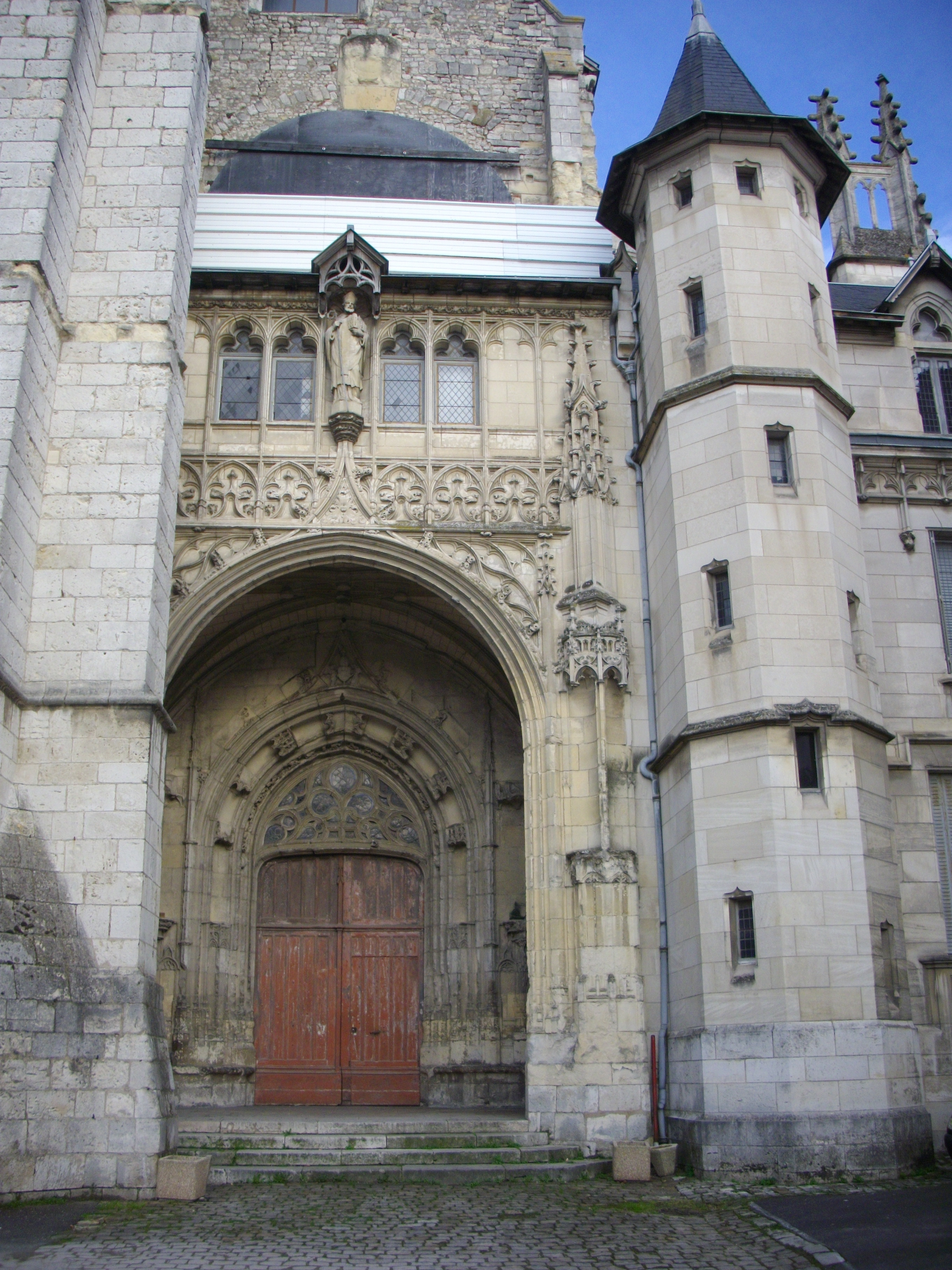
Voormalige abdij van Saint-Euverte in Orléans

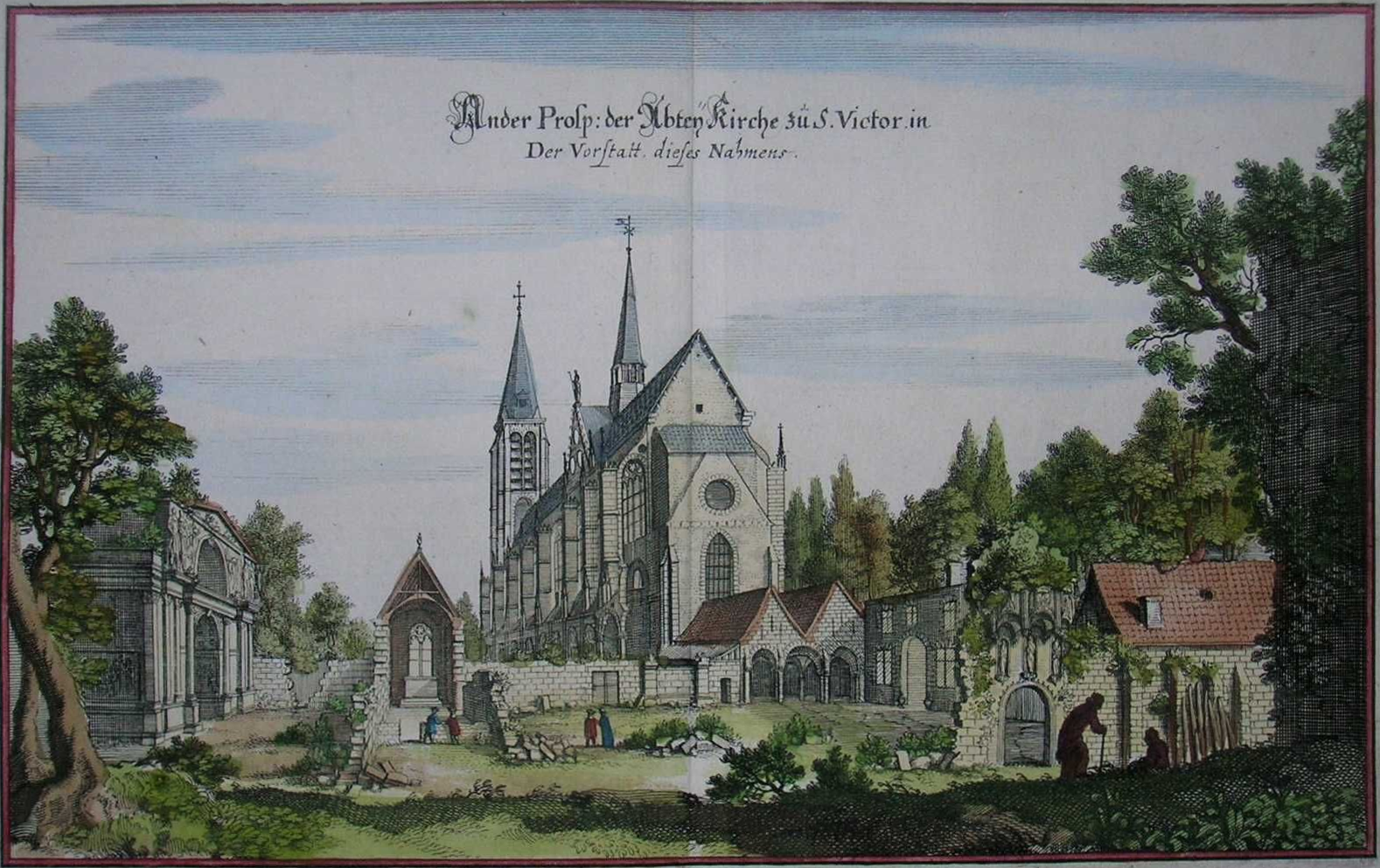
Voormalige abdij van Saint-Victor in Parijs

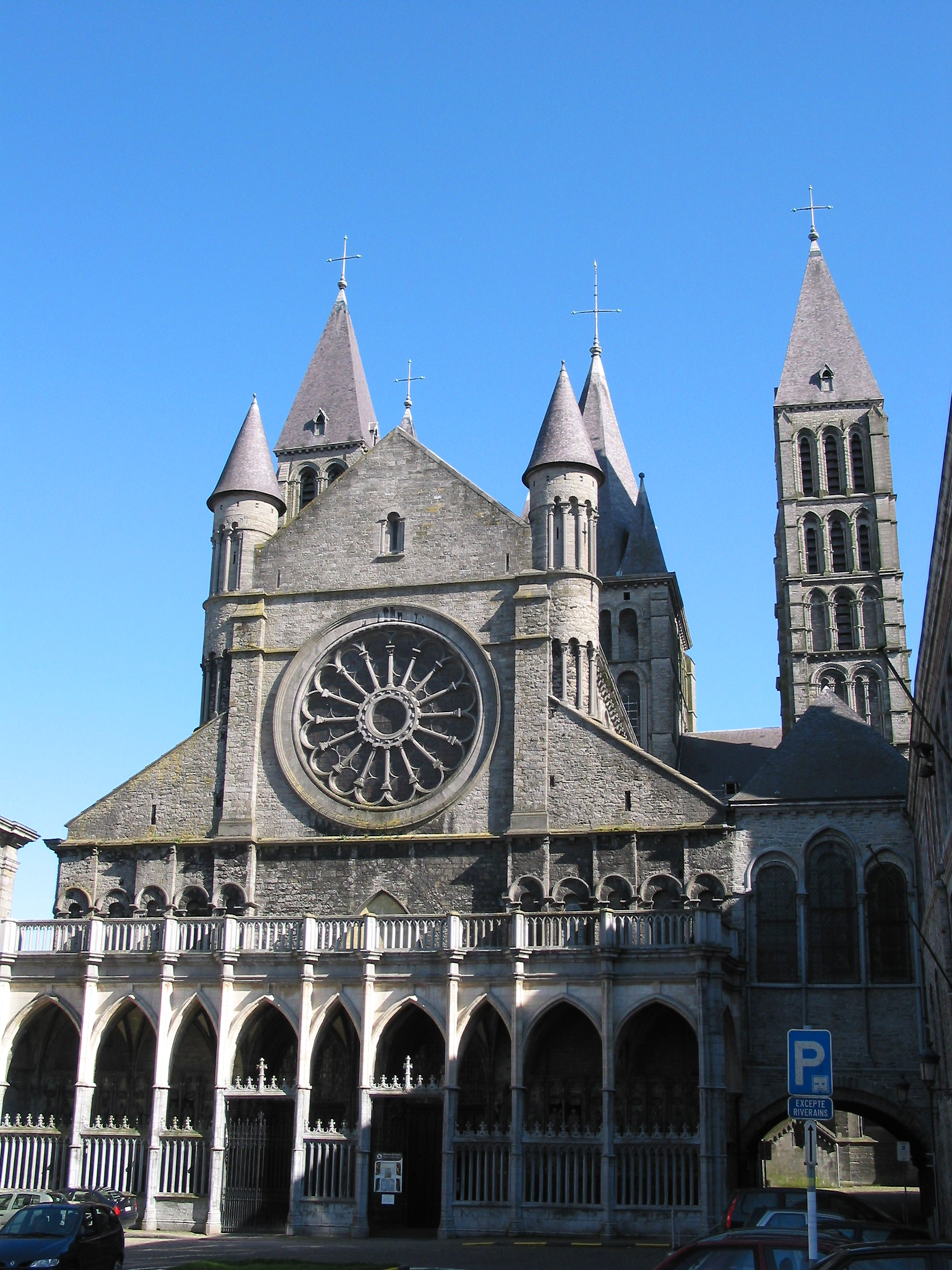
Onze-Lieve-Vrouwekathedraal (Doornik)

Stefaan van Doornik, ook genoemd Stefaan van Orléans (Orléans, 19 februari 1128 - Doornik, september 1203) was abt van Saint-Euverte in Orléans (1163-1176) en van Saint-Victor in Parijs (1176-1191). 
Ten slotte werd hij bisschop van Doornik (1191-1203), eveneens in het koninkrijk Frankrijk. Daar geraakte hij verzeild in de anti-Franse politiek van Boudewijn I, graaf van Vlaanderen.

## Levensloop

### Orléans
In zijn geboortestad Orléans volgde Stefaan les in de kapittelschool van de kathedraal Sainte-Croix. Hij deed hogere studies aan de universiteit van Bologna, die pas gesticht was. Hij volgde er lessen in Romeins recht en kerkelijk recht bij Bulgarus, een leerling van de stichter Irnerius. Mogelijks heeft hij als kerkjurist enige tijd gewerkt aan de kerkelijke rechtbank van Bologna. Terug in Orléans trad hij in bij de reguliere kanunniken van Saint-Euverte (1155). Enkele jaren later werd Stefaan hun abt (1163). Hij hield er zich bezig met de uitbouw van de abdij. Eenmaal kwam hij in conflict met de koning van Frankrijk, Lodewijk VII. Stefaan had het namelijk opgenomen voor Jean de la Chaine, de vermoorde deken van de kathedraal van Orléans. Dit viel in slechte aarde bij de Franse koning die zichzelf als rechter zag in de moordzaak. Willem van Champagne, bisschop van Chartres, kon evenwel beiden verzoenen. Stefaan geraakte meer en meer bekend in Parijs.

### Parijs
Stefaan werd vervolgens benoemd tot abt van de abdij van augustijner kanunniken van Saint-Victor in Parijs. Onder invloed van zijn machtige vriend, Willem van Champagne, ondertussen aartsbisschop van Reims geworden, frequenteerde Stefaan het hof van koning Filips II Augustus. Abt Stefaan werd peetvader van zijn zoontje Lodewijk (1187). Stefaan kreeg de koninklijke opdracht om een reis te maken naar paus Lucius III in Rome. Koning Filips II wenste niet dat aartsbisschop Willem het grondgebied verliet en daarom reisde Stefaan in zijn plaats naar Rome.

### Doornik
In 1191 koos de clerus van het bisdom Doornik een nieuwe bisschop. Een zekere Pierre, cantor van de Notre Dame in Parijs werd tot bisschop gekozen door de mensen van Doornik. Dit was niet naar de zin van koning Filips II. De koning plaatste Stefaan op de bisschopstroon in Doornik. Stefaan aarzelde want hij wist goed, als kerkjurist, dat deze koninklijke aanstelling, lees: inmenging, geen waarde had. Uiteindelijk trok Stefaan toch naar de Onze-Lieve-Vrouwekathedraal (Doornik). Hij ontving er de bisschopswijding. De clerus en de bevolking van Doornik waren tegen Stefaan. Stefaan had regelmatig te maken met publieke afkeuring van zijn gezag. Dit had duidelijk te maken met de bemoeizucht van koning Filips II in het graafschap Vlaanderen. Het grootste deel van het graafschap viel onder de jurisdictie van de bisschop van Doornik. Bisschop Stefaan had dan ook de uitdrukkelijke opdracht van de koning de koninklijke macht in Vlaanderen te versterken. 
Boudewijn I van Constantinopel, graaf van Vlaanderen, liep niet hoog op met de Parijse politiek van bisschop Stefaan. In 1197 stonden de graaf en zijn troepen voor de stadsmuren van Doornik. Stefaan verdedigde de stad met "zwaard en truweel". Niet alleen vocht hij mee maar hij bouwde ook verdedigingsmuren. Uiteindelijk gaf de stad Doornik zich over aan de graaf. Bisschop Stefaan zocht heel wat kerkschatten bijeen om de vernieling van de stad af te kopen van de energieke graaf.
Maar de vriendschap tussen bisschop Stefaan en koning Filips II liep averij op. Filips II had namelijk zijn vrouw Ingeborg verstoten. Stefaan verdedigde, als kerkjurist, de geldigheid van het koninklijk huwelijk en trok partij voor de gevluchte Ingeborg. Koningin Ingeborg verschool zich in de Sint-Calixtusabdij van Cysoing, nabij Doornik. In 1200 eiste paus Innocentius III krachtig dat het advies van bisschop Stefaan gevolgd werd, zodat koning Filips II met tegenzin toegaf. Koningin Ingeborg werd terug toegelaten tot het koninklijk hof in Parijs.
Ergens in de loop van de maand september van het jaar 1203 stierf Stefaan; zijn overlijden werd kennelijk niet betreurd in Doornik.

## Geschriften
- Van Stefaan zijn meerder brieven bewaard. Zo onderhield hij een uitvoerige correspondentie, als bisschop, met de 2 abdijen waar hij tevoren geleefd had, in Orléans en in Parijs. Hij schreef ook brieven naar bisschoppen in Engeland en in de kruisvaardersstaten. Ook zijn er sermoenen van hem bewaard gebleven.
- Als kerkjurist publiceerde hij de Summa in decretum Gratiani, een kerkelijk wetboek[3].

- Biblioteca Nacional de España: XX1590928
- Bibliothèque nationale de France: cb12442944j (data)
- CiNii: DA04489503
- Gemeinsame Normdatei: 118753509
- International Standard Name Identifier: 0000 0000 8155 3416
- Library of Congress Control Number: n84189454
- Nationale Bibliotheek van Tsjechië: kup19980000095191
- Nationale Bibliotheek van Israël: 987007426348605171
- Nederlandse Thesaurus van Auteursnamen: 071060200
- Réseau des bibliothèques de Suisse occidentale: 02-A003863136
- Istituto Centrale per il Catalogo Unico: SBLV305752
- Système universitaire de documentation: 033574618
- Virtual International Authority File: 74648663
- WorldCat: E39PBJx8BtkCbWVG78yjM9RHYP